# ایدا روبینشتاین
ایدا لوُونا روبینشتاین (به روسی: Ида Льво́вна Рубинште́йн) (۵ اکتبر ۱۸۸۵ — ۲۰ سپتامبر ۱۹۶۰) رقصنده و هنرپیشه روس بود. موریس راول قطعهٔ ارکسترال بولرو را به سفارش او ساخت.
ایدا روبینشتاین دوجنسگرا بود.
از فیلم‌ها یا مجموعه‌های تلویزیونی که وی در آن‌ها نقش داشته است می‌توان به کشتی اشاره نمود.

## نگارخانه

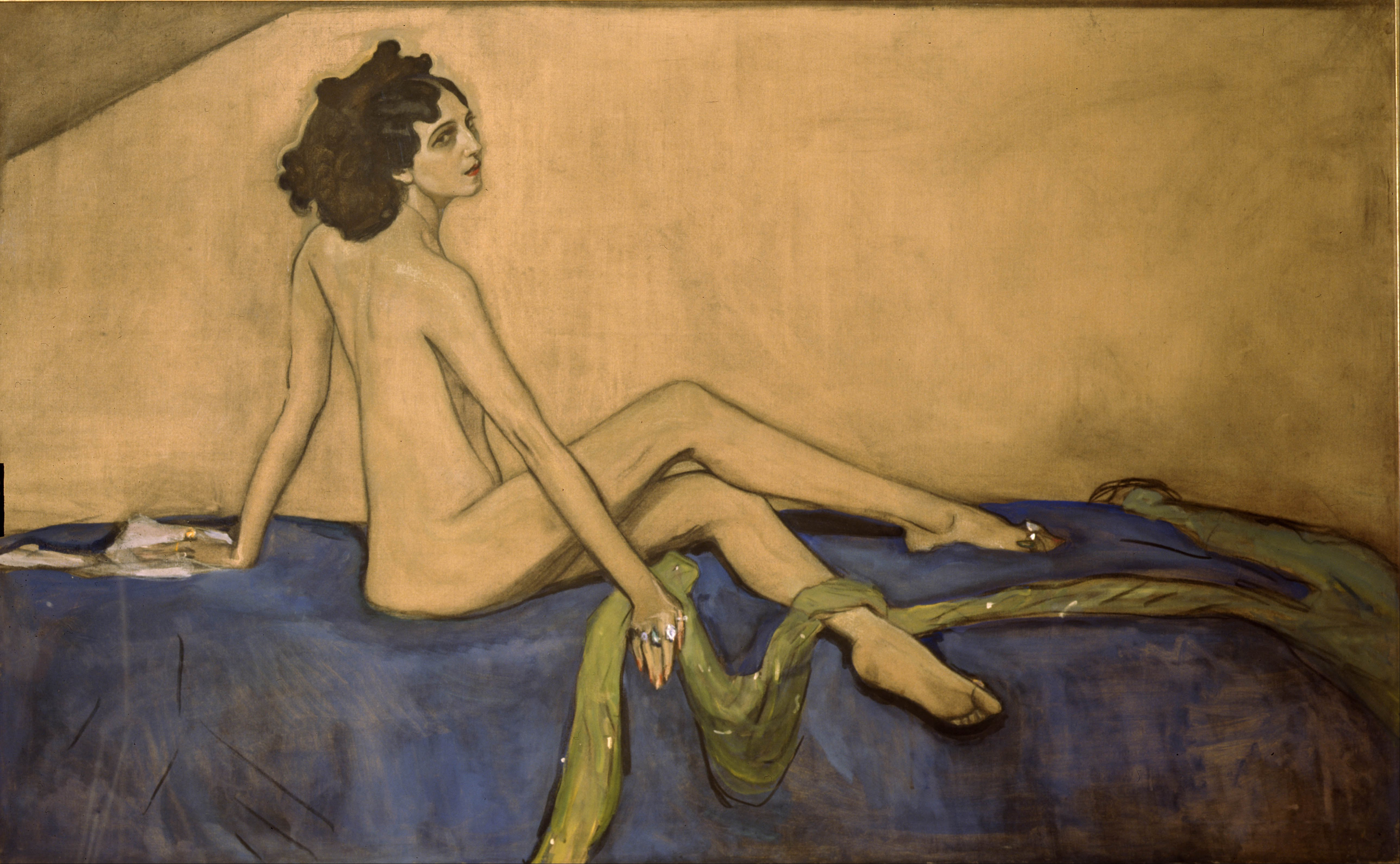
پرترهٔ ایدا روبینشتاین
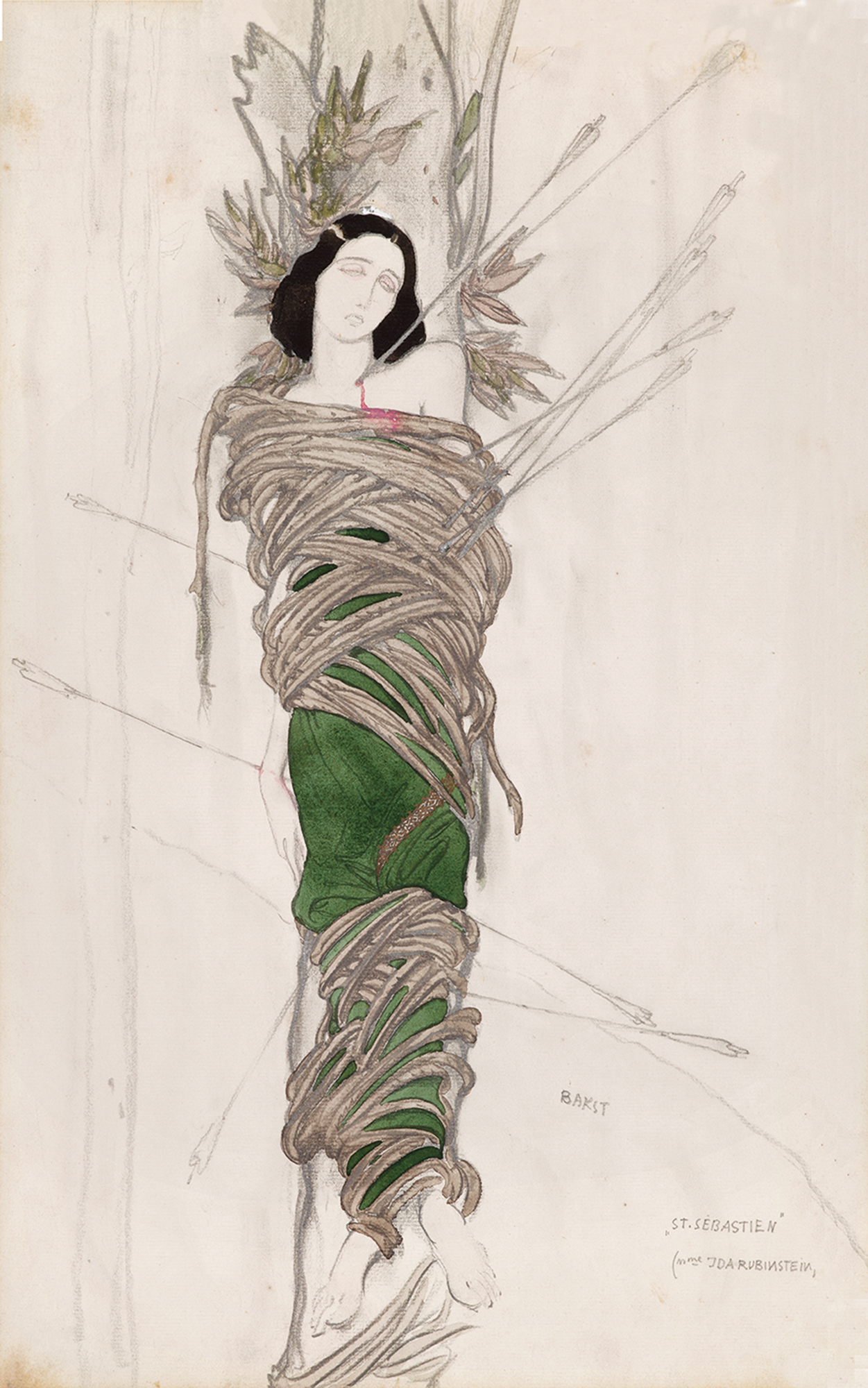
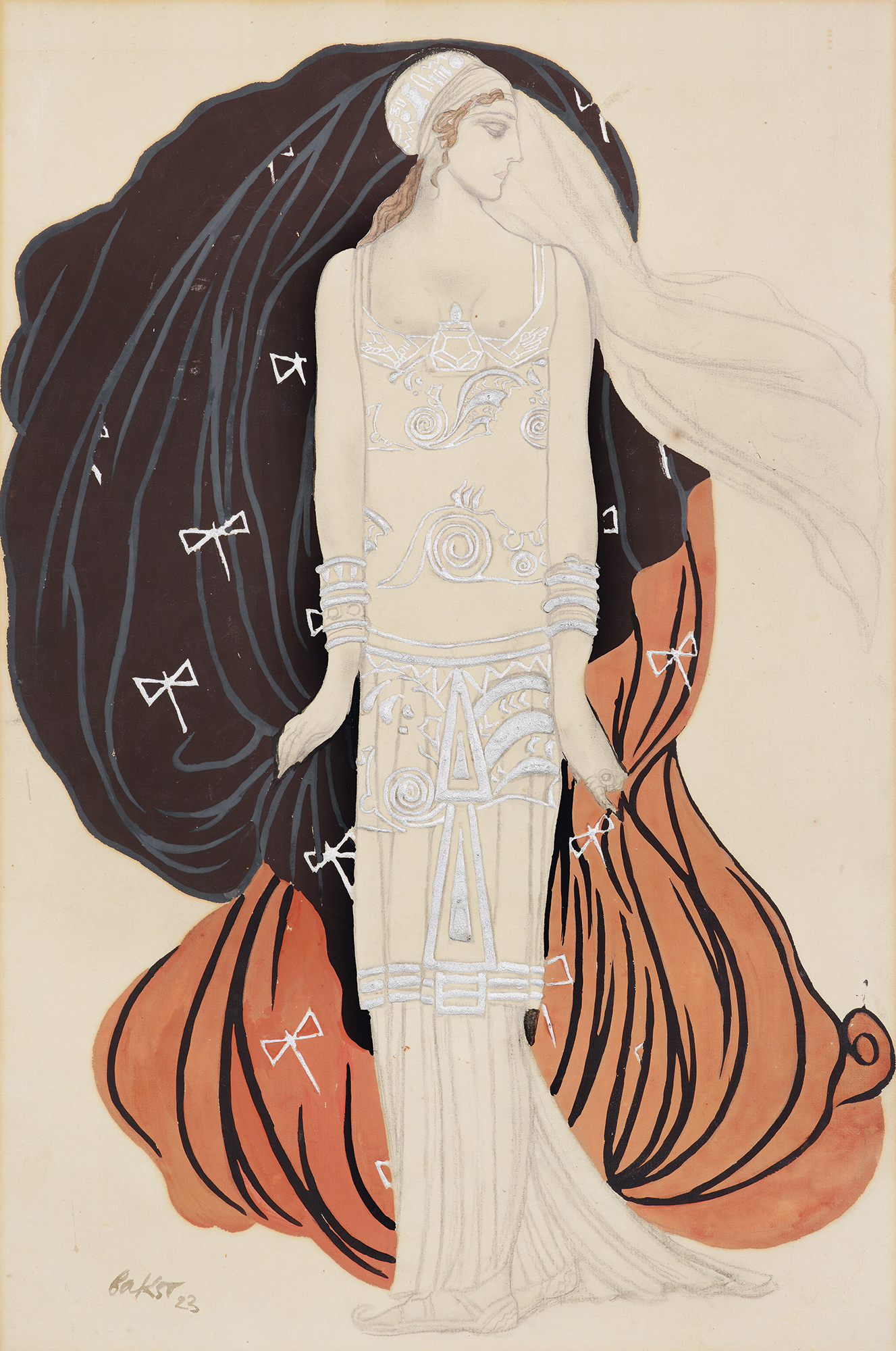
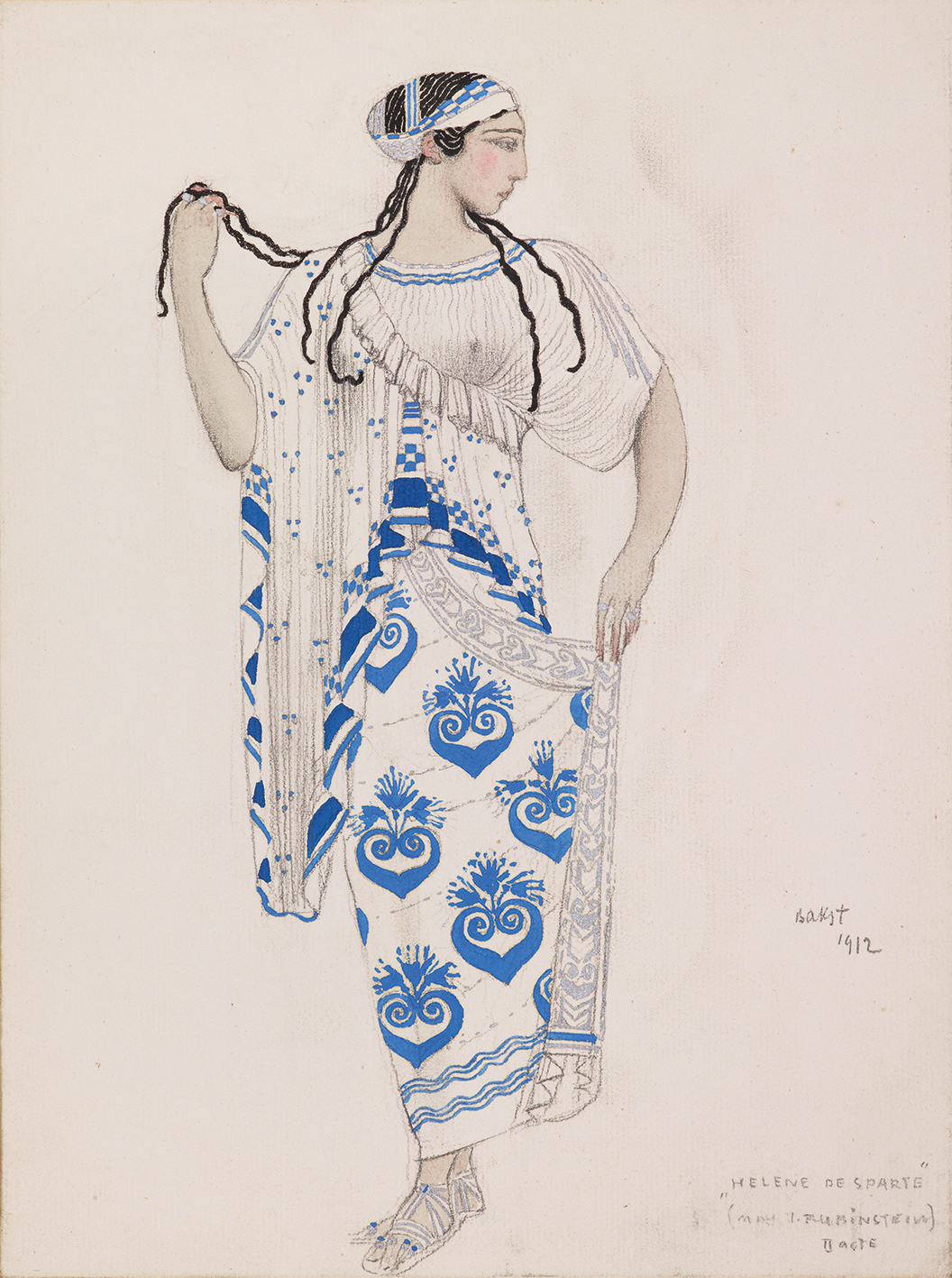
۱۹۱۰ م.
اثر والنتین سروف (ru)
موزه دولتی روسیه